# Línea 115 (Montevideo)

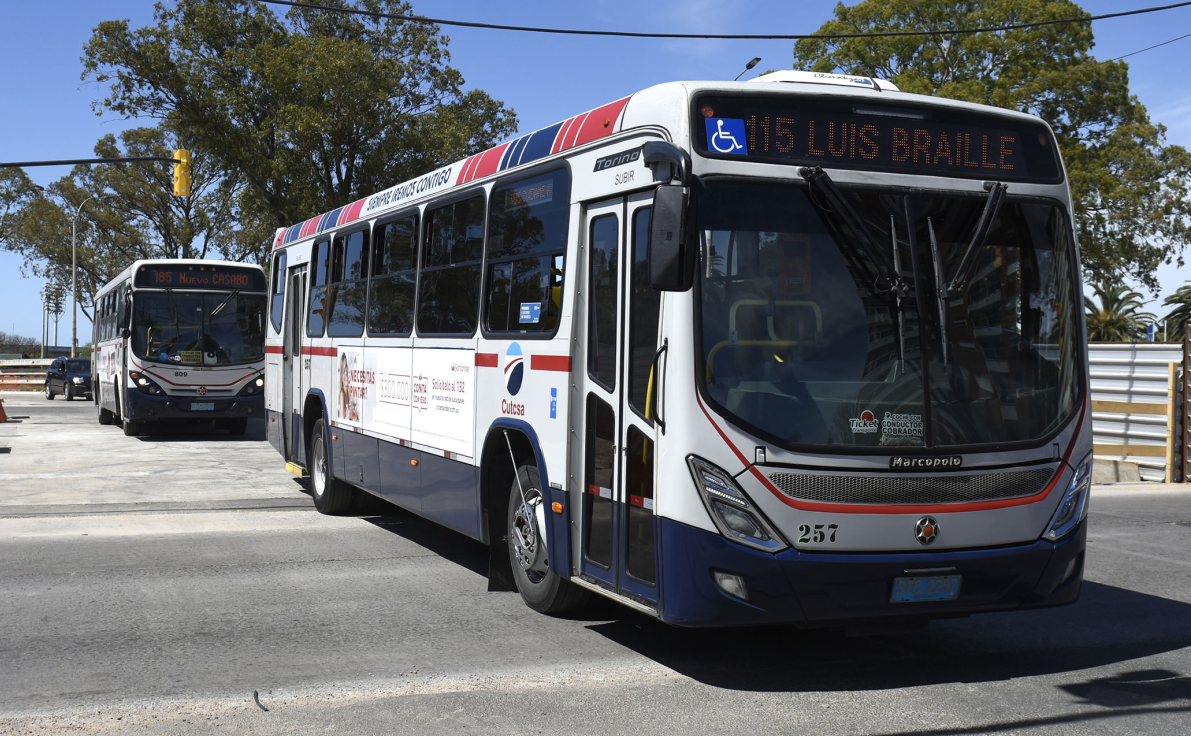
Línea 115 sobre la Avenida Ricaldoni.

La línea 115 es una línea de transporte urbano de Montevideo, que une el Shopping de Tres Cruces, la intersección de las Avenidas Avenida 8 de Octubre y Luis Alberto de Herrera y el Intercambiador Belloni con el barrio Vista Linda mediante la avenida Luis Braille.

## Características
Con la inauguración del Intercambiador Belloni, su recorrido fue acortado hasta dicho punto para gran parte del día, sustituyendo así a la línea L41, pero debido al reclamo de muchos usuarios (dado que los residentes de los barrios Vista Linda y Flor de Maroñas debían hacer trasbordo en el intercambiador cuando antes no lo hacían), se decidió luego extender su recorrido hasta Tres Cruces, dejando pocas frecuencias acortadas de refuerzo en la noche. En el año 2022 la línea L41 modificó su recorrido, manteniendo sus destinos pero diferenciándose de la línea 115 entre Vista Linda y el intercambiador.

## Recorridos
Circula por los barrios Tres Cruces, La Blanqueada, La Unión, Curva de Maroñas,  Flor de Maroñas y Vista Linda.
| Recorrido (Hacia Tres Cruces) |

| Ida - Terminal Luis Braille - Sebastopol - Carlos Sabat Ercasty - Calle 6 - Calle 3 - Juana Manso - Avda. Luis Braille - Marcos Salcedo - Avda. Justino Jiménez De Aréchaga - 12 de Octubre - Cochabamba - Del Fuerte - Eusebio Vidal - Maestra María Manrupe - Actriz Ángela Tesada - Eusebio Vidal - Chayos - Veracierto - Avda. José Belloni - Andén 3 (Intercambiador Belloni) - Avda. 8 de Octubre - Avda. Luis Alberto De Herrera - Avda. Centenario - Avda. Italia - Dr. Salvador Ferrer Serra Continua sin espera... | Vuelta (Desde Tres Cruces) - ...Juan Paullier - Eduardo V. Haedo - Avda. Italia - Avda. Américo Ricaldoni (Giro en U) - Avda. Centenario - Asilo - Avda. Luis Alberto De Herrera - Avda. 8 de Octubre - Andén 1 (Intercambiador Belloni) - Avda. José Belloni - Cno. Maldonado - Oyarvide - Andrés Latorre - Eusebio Vidal - Maestra María Manrupe - Rubén Darío - Del Fuerte - Cochabamba - 12 de Octubre - Avda. Justino Jiménez de Aréchaga - Sebastopol - Carlos Sabat Ercasty - Calle 6 - Calle 3 - Juana Manso - Terminal Luis Braille |

|  |

## Paradas
| Ida: Por Juan Paullier: - Daniel Muñoz Por Víctor Haedo: - Dr Mario Cassinoni Por Av. Italia: - Morales - Pte. Lorenzo Batlle - Av. Dr. A. Ricaldoni - Estadio Centenario Por Américo Ricaldoni: - Av Italia Por Centenario: - Belgrano - Dr José Brito Foresti - Prof Dr Pablo Purriel Por 8 de Octubre: - Blvr. J. Batlle y Ordóñez - Ma. Stagnero de Munar - Comercio - Pte Ing José Serrato - Larravide - Gral Félix Laborde - Pan de Azúcar - Gral. Villagrán - Ramón Castríz - Vera - Habana - Gobernador Vigodet - Pirineos (Intercambiador Belloni) Por Cno. Maldonado: - Oyarvide Por Andrés Latorre: - Eusebio Vidal Por Eusebio Vidal: - Pedro Saenz De Zumarán - Puntas De Soto Por Maestra María Manrupe: - Carmen Barradas - Mtra Debora Vitale D' Amico - Eusebio Vidal Por Rubén Darío: - Del Fuerte Por Del Fuerte: - Cochabamba Por Cochabamba: - 12 de Octubre Por 12 de Octubre: - Celiar - Peteroa - Dr Justino Jiménez De Aréchaga Por Sebastopol: - Av Luis Braille. - Calle 3 | Vuelta: Por Sebastopol: - Calle 3 Por Calos Sabat Ercasty: - Calle 6 Por Calle 6: - Sebastopol Por Juana Manso: - Calle 1 Por Luis Braille: - Sebastopol - 12 de Octubre Por Marcos Salcedo: - Dr Justino Jiménez De Arechaga Por 12 de Octubre: - Peteroa - Celiar - Cochabamba Por Del Fuerte: - Manuel Acuña - Ruben Dario Por Eusebio Vidal: - Sebastopol Por Maestra María Manrupe: - Mtra Debora Vitale D'Amico - Carmen Barradas Por Actriz Tesada: - Puntas De Soto Por Eusebio Vidal: - Pedro Sáenz de Zumaran Por Chayos: - Ricardo Palma Por Veracierto: - Andrés Latorre Por Camino Maldonado: - Av José Belloni (Intercambiador Belloni) Por 8 de Octubre: - Smidel - Güemes - Belén - 20 De Febrero - Gral. Villagrán - Pascual Paladino - Dr Silvestre Pérez - Lindoro Forteza - Cipriano Miro - Gdor Viana - Pernas - Felipe Sanguinetti - J. Batlle y Ordóñez - Agustín Abreu - Av.Damaso A.Larrañaga Por Av. Centenario: - Hospital Militar - Jaime Cibils - Av Italia Por Av. Italia: - Pte. Berro Por Dr. Salvador Ferrer Serra: - Dr Mario Cassinoni (Tres Cruces) |

## Destinos intermedios
IDA:
- Terminal Belloni
- Curva de Maroñas

VUELTA:
- Terminal Belloni
- Curva de Maroñas
- 8 de Octubre y Luis Alberto de Herrera

## Horarios
Primeras y Últimas Salidas:
| Línea 115                               | Días hábiles | Sábados | Domingos y feriados |
| --------------------------------------- | ------------ | ------- | ------------------- |
| Primera salida desde Terminal Ciudadela | 00:54        | 06:09   | 07:07               |
| Última salida desde Terminal Ciudadela  | 22:02        | 23:20   | 22:02               |
| Primera salida desde Luis Braille       | 04:54        | 00:13   | 00:13               |
| Última salida desde Luis Braille        | 23:35        | 23:27   | 23:36               |

## Frecuencia
La línea 115 tiene una frecuencia normal de 15 a 35 minutos los días hábiles, los sábados tienen una frecuencia de 35 a 45 minutos y los domingos y feriados su frecuencia es de aproximadamente 50 minutos.